# Liebe ist kälter als der Tod
Liebe ist kälter als der Tod is een West-Duitse misdaadfilm uit 1969 onder regie van Rainer Werner Fassbinder.

## Verhaal
Met enkele moorden tracht een misdaadsyndicaat van Bruno de kleine oplichter Franz Walsch uit München te chanteren tot medewerking. Uiteindelijk worden Bruno en Franz vrienden en ze delen zelfs Bruno's vriendin Joanna. Als Joanna genoeg krijgt van Bruno, geeft ze hem aan bij de politie. Bruno wordt gedood tijdens een bankoverval, maar Joanna en Franz ontsnappen.

## Rolverdeling
| Acteur                   | Personage               |
| ------------------------ | ----------------------- |
| Ulli Lommel              | Bruno                   |
| Hanna Schygulla          | Joanna                  |
| Rainer Werner Fassbinder | Franz Walsch            |
| Katrin Schaake           | Dame in trein           |
| Liz Söllner              | Krantenverkoopster      |
| Gisela Otto              | Eerste prostituee       |
| Ursula Strätz            | Tweede prostituee       |
| Ingrid Caven             | Derde prostituee        |
| Monika Nüchtern          | Serveerster             |
| Hans Hirschmüller        | Peter                   |
| Peer Raben               | Jürgen                  |
| Irm Hermann              | Zonnebrillenverkoopster |
| Howard Gaines            | Raoul                   |
| Peter Moland             | Man van het syndicaat   |
| Kurt Raab                | Winkeldetective         |
| Peter Berling            | Wapenhandelaar          |
| Anastassios Karalas      | Turk                    |